# Heilongjiang
 Heilongjiang (?·pàg.) (xinès tradicional: 黑龍江, xinès simplificat: 黑龙江, pinyin: Hēilóngjiāng; pinyin postal: Heilungkiang; Manxú: Sahaliyan ula) és una província de la República Popular de la Xina situada al nord-est del país. "Heilongjiang" vol dir ‘’riu del drac negre’’, nom xinès del riu Amur. El seu caràcter abreviat és 黑 (pinyin: Hēi). El nom manxú de la regió és Sahaliyan ula ("riu Negre"), del qual deriva el nom de l'illa de Sakhalin.
Heilongjiang limita al sud amb Jilin, a l'oest amb Mongòlia Interior i al nord amb Rússia.
El riu Amur marca la frontera entre la República Popular de la Xina i Rússia al nord. Heilongjiang conté el punt més septentrional de la Xina (al comtat de Mohe al llarg de l'Amur) i el punt més oriental (en la confluència dels rius Amur i Ussuri).

## Història
A l'antiguitat Heilongjiang va estar habitada pels xianbei, mohe i kitan. Entre els segles VII i X, la part oriental va estar governada pel regne mohe de Bohai. Posteriorment, els djurtxet tingueren les seves arrels dintre de les fronteres del que actualment és Heilonjiang. Sota la manxú dinastia Qing, la part occidental va estar sota la supervisió del general de Heilongjiang, el poder del qual, d'acord amb el tractat de Nertxinsk, s'estenia pel nord fins a les muntanyes Stanovoy. La part oriental estava sota la supervisió del general de Jilin, el poder del qual arribava a fins al mar del Japó. Aquestes àrees de la Manxúria profunda estaven clausurades a la migració Han. No obstant això, el 1858 i 1860 el govern de la dinastia Qing va cedir a Rússia tots els territoris més enllà dels rius Amur i Ussuri, deixant la Xina aïllada del mar del Japó i definint l'actual frontera septentrional de Heilongjiang. Al mateix temps, el govern va permetre l'emigració cap a Manxúria dels xinesos Han, que al començament del segle xx s'havien convertit en el grup ètnic dominant en la zona. En 1932, Heilongjiang va formar part de l'estat titella japonès de Manxukuo. Després de la derrota japonesa el 1945, forces de la Unió Soviètica van entrar a Manxúria i, gràcies a un acord entre Chiang Kai-shek i Ióssif Stalin, van donar al Guomindang el control sobre la major part de la zona. A l'any següent aquest control passaria a l'Exèrcit d'Alliberament Popular. Va ser la primera província sobre la qual els comunistes xinesos van tenir un control complet (i Harbin la primera ciutat important) i van dirigir des d'allí les fases inicials de la darrera fase de la Guerra Civil Xinesa.
Durant els primers anys del comunisme, Heilongjiang incloïa únicament la part oest de la província actual. La seva capital era la ciutat de Qiqihar. La resta pertanyia a la desapareguda província de Songjiang, amb capital a Harbin. El 1954 les dues províncies es van fusionar per a convertir-se en l'actual Heilongjiang. Durant la Revolució Cultural, la província es va ampliar per a incloure la Lliga Hulunbuir i altres zones de Mongòlia Interior. Posteriorment, aquests canvis van tornar en la seva major part a la situació anterior.

## Geografia
Heilongjiang té una variada topografia. La major part de la província està dominada per cadenes muntanyenques com el Gran Khingan i el Petit Khingan i les muntanyes de Zhangguangcai, Laoye, i Wanda. El cim més alt és el Munti Datudingzi (1.690 metre), a la frontera amb Jilin. A l'interior de la província, que és relativament plana i de poca alçada, es troben els rius Songhua, Nen i Muden, tributaris de l'Amur. La frontera nord forma part de la vall de l'Amur. El llac Xingkai (o Khanka) es troba en la frontera amb el Subjecte Federal rus de Primórie. El clima és subàrtic. Els hiverns, assotats pels vents siberians, són llargs i glaçats, amb una mitjana d'entre –31 °C i –15 °C al gener. Els estius són curts i freds, amb una mitjana de 18 °C-23 °C al juliol. La mitjana anual de precipitacions se situa entre 500 i 600 mm, concentrats principalment en l'època estival.

## Divisió administrativa
Heilongjiang es divideix en 13 prefectures, incloses 12 ciutats i 1 prefectura:

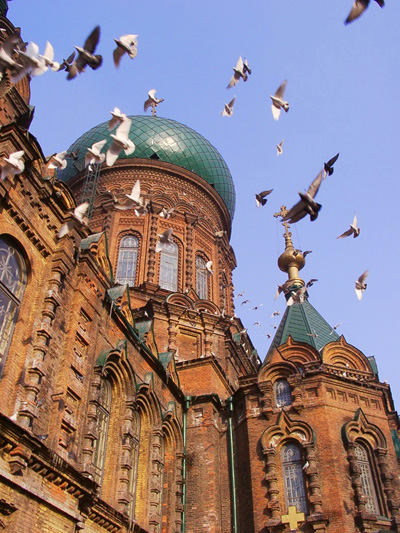
Església de Santa Sofia, Harbin.

- Harbin (xinès simplificat: 哈尔滨市, Hanyu Pinyin: Hā'ěrbīn shì)
- Qiqihar (齐齐哈尔市 Qíqíhā'ěr shì)
- Hegang (鹤岗市 Hègǎng shì)
- Shuangyashan (双鸭山市 Shuāngyāshān shì)
- Jixi (鸡西市 Jīxī shì)
- Daqing (大庆市 Dàqìng shì)
- Yichun (伊春市 Yīchūn shì)
- Mudanjiang (牡丹江市 Mǔdānjiāng shì)
- Jiamusi (佳木斯市 Jiāmùsī shì)
- Qitaihe (七台河市 Qītáihé shì)
- Heihe (黑河市 Hēihé shì)
- Suihua (绥化市 Suíhuà shì)
- Prefectura de Daxing'anling (大兴安岭地区 Dàxīng'ānlǐng Dìqū)

## Demografia
La majoria de la població de Heilongjiang són xinesos han, mentre que altres minories ètniques inclouen els manxú, coreans, mongols, ètnia hui, daur, xibe, oroqin, hezhen i russos.
| Grups ètnics a Heilongjiang, cens 2000 | Grups ètnics a Heilongjiang, cens 2000 | Grups ètnics a Heilongjiang, cens 2000 |
| Nacionalitat                           | Població                               | Percentatge                            |
| -------------------------------------- | -------------------------------------- | -------------------------------------- |
| Xinesos han                            | 34,465,039                             | 95,20%                                 |
| Manxú                                  | 1,037,080                              | 2,86%                                  |
| Coreans                                | 388,458                                | 1,07%                                  |
| Mongols                                | 141,495                                | 0.390%                                 |
| ètnia hui                              | 124,003                                | 0.342%                                 |
| Daur                                   | 43,608                                 | 0.120%                                 |
| Xibe                                   | 8,886                                  | 0.025%                                 |

Exclosos militars en servei actiu.

## Economia
L'agricultura de Heilongjiang, molt influïda pel clima fred, es basa en la soia, el blat de moro i el blat. També es conrea bleda-rave, lli i gira-sol. És una important font de fusta, especialment pi coreà i larix. Els boscos es troben principalment a les muntanyes Daxingan i Xiaoxingan, en les quals també hi ha espècies animals protegides com el tigre siberià, la grulla i el linx. Hi ha bestiar caballar i boví (la producció de llet és la major de tota Xina). La producció de petroli és de gran importància, especialment els camps de Daqing. També hi ha carbó, or i grafit i un gran potencial d'energia eòlica, amb una mitjana de 200 watts per metre quadrat. Hi ha indústria del carbó, petroli, fusta, maquinària i alimentació. A causa de la seva localització és una important porta per al comerç amb Rússia. No obstant això, en els últims anys, Manxúria ha sofert un estancament. Per això, el govern ha començat la campanya Reactivació del Nord-est de la Xina per a abordar aquest problema, usant la privatització com a mètode preferit de reforma econòmica.

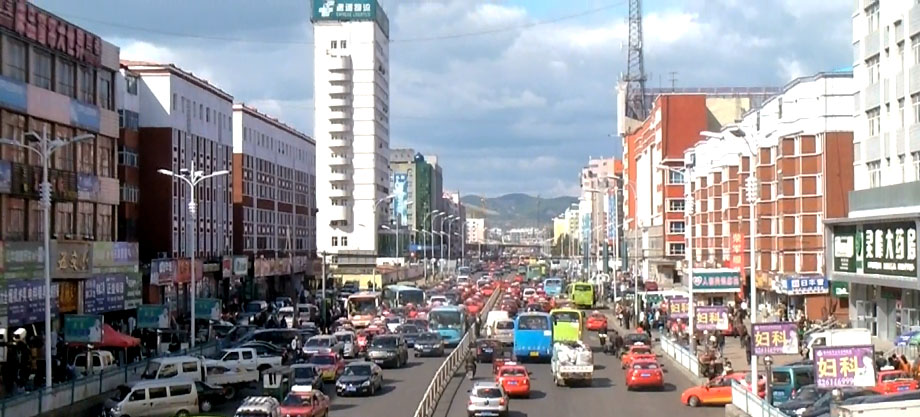
Ciutat de Jixi.

En 2005, el PIB era de 551.000 milions de yuan (68.870 milions de dòlars), amb un creixement anual de l'11,6%. La renda per capita era de 14.430 yuan (1.762 dòlars). Les indústries primària, secundària i terciària van tenir un valor de 67.250 milions, 297.080 milions i 186.670 milions de yuan respectivament %[1]. Els ingressos disponibles per capita dels residents urbans van arribar als 8.273 yuan, que suposa un increment del 10,7% respecte a l'any anterior. Els ingressos per capita nets dels residents no urbans van augmentar en un any un 7,2%, fins als 3.221 yuans.